# Monty Are I
Monty Are I est un groupe de punk rock américain, originaire de Cranston, en Rhode Island.

## Biographie
Monty Are I est formé en 1998 sous le nom Monty's Fan Club. Il est composé de Justin Muir et de son frère Ryan Muir, d'Andrew Borstein, de Stephen Aiello et de Mike Matarese. Ils sortent un premier album, Thanks for the Metal Sign, qui est un mélange de ska punk et de skacore. Ils remportent le WBRU Rock Hunt en 2002 et le Battle of the Bands sponsorisé par Ernie Ball en 2003. Leur premier EP, l'éponyme Monty's Fan Club, parait en 2002. Le groupe renoue avec le punk et le rock alternatif avec cet album. 
Monty tournera à de nombreuses reprises à l'échelle nationale dans des festivals comme le Vans Warped Tour aux côtés de groupes comme Just Surrender, Secondhand Serenade, Amber Pacific, Anberlin, Powerspace, Rx Bandits, My Chemical Romance, Story of the Year, Sum41, Taking Back Sunday, Yellowcard, Hawthorne Heights et The Red Jumpsuit Apparatus.
Leur deuxième album studio du groupe, The Red Shift, est publié en 2005. Un troisième album est publié en 2006 avec une nouvelle maison d'édition, Island Records (qui a produit entre autres Bon Jovi, Fall Out Boy, The Killers ou Sum 41... ). Il s'intitule Wall of People, et contient des titres comme Between the Sheets ou In this Legacy, qui fait la bande-son de Tony Hawk's Project 8, et ATV Offroad Fury 4, sortis sur consoles PlayStation 2 et Xbox. Un nouvel album est sorti en septembre 2009, intitulé Break Through the Silence. Ils publient un nouvel album chez Island/DefJam intitulé Break Through the Silence, le 22 septembre 2009. One in a Million, le premier single de l'album, est publié le 25 août 2009.

## Membres
- Steve Aiello - chant, guitare solo
- Justin Muir - batterie
- Ryan Muir - trompette, chant, guitare rythmique
- Andrew Borstein -  trombone, claviers, chant
- Mike Matarese - basse

## Discographie
- 2000 : Thanks for the Metal Sign
- 2002 : Monty's Fan Club (EP)
- 2005 : The Red Shift
- 2006 : Wall of People (Stolen Transmission/Island Records)
- 2009 : Break Through the Silence (Island Records)